# Vers un monde nouveau
Vers un monde nouveau è un cortometraggio documentario del 1955, diretto da Charles Dekeukeleire , realizzato per conto de L'office belge pour l'accroisement de la productivité. 

## Trama
Il documentario si incentra sui vantaggi per la comunità umana derivati dalla progressiva meccanizzazione ed elettrificazione delle risorse lavorative, a partire dalla rivoluzione industriale. L'aumento della produttività ha portato ad uno stile di vita maggiormente accentrato sui bisogni fondamentali dell'uomo, dall'istruzione alla sanità, al tempo libero.